# Emic și etic
În antropologie, folcloristică și științele sociale și comportamentale, emic și etic se referă la două tipuri de cercetări de teren efectuate și puncte de vedere obținute: emic, din cadrul grupului social (din perspectiva subiectului) și etic, din exterior (din perspectiva observatorului).

## Definiții
„Abordarea emică investighează modul în care gândesc localnicii...”. Modul în care percep și clasifică lumea, regulile lor de comportament, ce are semnificație pentru ei și cum își imaginează și explică lucrurile. „Abordarea etică (orientată către oamenii de știință) mută atenția de la observații, categorii, explicații și interpretări locale la cele ale antropologului. Abordarea etică realizează că membrii unei culturi sunt adesea prea implicați în ceea ce fac... interpretează-le în mod imparțial culturile. Când folosește abordarea etică, etnograful subliniază ceea ce consideră important.”
Deși emicile și eticile sunt uneori considerate ca fiind inerente în conflict și una poate fi preferată excluderii celeilalte, complementaritatea abordărilor emic și etic ale cercetării antropologice a fost larg recunoscută, în special în domeniile de interes referitoare la caracteristicile naturii umane precum și forma și funcția sistemelor sociale umane.
… Cunoștințele și interpretările emice sunt cele existente într-o cultură, care sunt „determinate de obiceiurile locale, sensul și credința” (Ager și Loughry, 2004: np) și cele mai bine descrise de un „nativ” al culturii. Cunoașterea etică se referă la generalizări despre comportamentul uman care sunt considerate universal adevărate și leagă în mod obișnuit practicile culturale de factori de interes pentru cercetător, cum ar fi condițiile economice sau ecologice, pe care persoanele din interiorul culturii ar putea să nu le considere foarte relevante (Morris și colab., 1999).
Abordările emic și etic ale înțelegerii comportamentului și personalității intră în studiul antropologiei culturale. Antropologia culturală afirmă că oamenii sunt modelați de culturile și subculturile lor și trebuie să explicăm acest lucru în studiul personalității. O modalitate este de a privi lucrurile printr-o abordare emic. Această abordare „este specifică culturii, deoarece se concentrează pe o singură cultură și este înțeleasă în propriii termeni”. Așa cum s-a explicat mai jos, termenul „emic” provine din termenul lingvistic specific „fonemic”, din fonem, care este un mod specific de limbă de abstractizare a sunetelor vorbirii.
- Un raport „emic” este o descriere a comportamentului sau a unei credințe în termeni semnificativi (conștient sau inconștient) pentru actor; adică un raport emic vine de la o persoană din cadrul culturii. Aproape oricine din cadrul unei culturi poate oferi un raport emic.

- Un raport „etic” este o descriere a unui comportament sau credință de către un analist social sau un observator științific (un student sau un savant de antropologie sau sociologie, de exemplu), în termeni care pot fi aplicați între culturi; adică un raport etic încearcă să fie „neutru din punct de vedere cultural”, limitând orice prejudecată etnocentrică, politică și/sau culturală sau înstrăinarea de către observator.

Când aceste două abordări sunt combinate, poate fi înțeleasă viziunea „cea mai bogată” a unei culturi sau a unei societăți. În sine, o abordare emic s-ar lupta cu aplicarea valorilor generale la o singură cultură. Abordarea etică este utilă pentru a permite cercetătorilor să vadă mai multe aspecte ale unei culturi și pentru a aplica observații culturilor din întreaga lume.

## Istorie
Termenii au fost creați în 1954 de lingvistul Kenneth Pike, care a susținut că instrumentele dezvoltate pentru descrierea comportamentelor lingvistice ar putea fi adaptate la descrierea oricărui comportament social uman. După cum a remarcat Pike, oamenii de știință sociali au dezbătut mult timp dacă cunoștințele lor sunt obiective sau subiective. Inovația lui Pike a fost să se îndepărteze de o dezbatere epistemologică și să se îndrepte spre o soluție metodologică. Emic și etic sunt derivate din termenii lingvistici fonemici și, respectiv, fonetici, în care fonetica privește efectiv elementele de semnificație, iar fonetica privește elementele sunetului. Posibilitatea unei descrieri cu adevărat obiective a fost ignorată chiar de Pike în lucrarea sa originală; el a propus dihotomia emic/etic în antropologie ca o modalitate de a ocoli problemele filosofice despre însăși natura obiectivității.
Termenii au fost susținuți și de antropologii Ward Goodenough și Marvin Harris, cu conotații ușor diferite de cele folosite de Pike. Goodenough a fost în primul rând interesat să înțeleagă sensul specific cultural al credințelor și practicilor specifice; Harris era în primul rând interesat să explice comportamentul uman.
Pike, Harris și alții au susținut că „insiderii” și „cei din afară” culturali sunt la fel de capabili să producă relatări emice și etice ale culturii lor. Unii cercetători folosesc „etic” pentru a se referi la rapoarte obiective sau externe, iar „emic” pentru a se referi la rapoarte subiective sau privilegiate.
Margaret Mead a fost o antropologă care a studiat tiparele adolescenței din Samoa. Ea a descoperit că dificultățile și tranzițiile cu care se confruntă adolescenții sunt influențate cultural. Hormonii eliberați în timpul pubertății pot fi definiți utilizând un cadru etic, deoarece adolescenții la nivel global au aceiași hormoni secretați. Cu toate acestea, Mead a concluzionat că modul în care adolescenții răspund la acești hormoni este foarte influențat de normele lor culturale. Prin studiile sale, Mead a constatat că clasificările simple despre comportamente și personalitate nu pot fi folosite, deoarece culturile oamenilor și-au influențat comportamentele într-un mod atât de radical. Studiile ei au ajutat la crearea unei abordări emice de înțelegere a comportamentelor și a personalității. Cercetările sale au dedus: cultura are un impact semnificativ în conturarea personalității unui individ.
Carl Gustav Jung, un psihanalist elvețian, este un cercetător care a adoptat o abordare etică în studiile sale. Jung a studiat mitologia, religia, ritualurile antice și visele, făcându-l să creadă că există arhetipuri care pot fi identificate și utilizate pentru a clasifica comportamentele oamenilor. Arhetipurile sunt structuri universale ale inconștientului colectiv care se referă la modul inerent în care oamenii sunt predispuși să perceapă și să proceseze informații. Principalele arhetipuri pe care le-a studiat Jung au fost persoana (modul în care oamenii aleg să se prezinte lumii), animus/anima (o parte a oamenilor care experimentează lumea în vizualizarea sexului opus, care ghidează modul în care își selectează partenerul romantic) și umbra (latura întunecată a personalităților, deoarece oamenii au un concept de rău). Oamenii bine reglați trebuie să integreze părți bune și rele ale lor). Jung a analizat rolul mamei și a dedus că toți oamenii au mame și își văd mamele într-un mod similar; oferă îngrijire și confort. Studiile sale sugerează, de asemenea, că „sugarii au evoluat pentru a suge laptele din sân, este, de asemenea, cazul în care toți copiii au tendințe înnăscute de a reacționa în anumite moduri”. Acest mod de a privi mama este un mod etic de a aplica un concept transcultural și universal.

## Importanță în ceea ce privește personalitatea
Abordările emic și etic sunt importante pentru înțelegerea personalității, deoarece problemele pot apărea „atunci când conceptele, măsurile și metodele sunt transferate neglijent către alte culturi în încercările de a face generalizări interculturale despre personalitate”. Este greu să aplici anumite generalizări ale comportamentului la oameni atât de diverși și diferiți din punct de vedere cultural. Un exemplu în acest sens este scala F (Macleod). Scara F, care a fost creată de Theodor Adorno, este folosit pentru a măsura personalitatea autoritară, care poate, la rândul său, să fie folosită pentru a prezice comportamente și prejudecăți. Acest test, aplicat americanilor, prezintă cu precizie prejudecățile față de indivizii negri. Cu toate acestea, atunci când s-a efectuat un studiu în Africa de Sud folosind F-Scale, rezultatele (Pettigrew și Friedman) nu preziceau prejudecăți anti-negre. Acest studiu a folosit abordări emic de studiu prin realizarea de interviuri cu localnicii și abordări etice, oferind participanților teste de personalitate generalizate.

## Citate
„Diferența dintre teoreticianul credinței și credincios e la fel de mare ca aceea dintre psihiatru și nebun.” Emil Cioran, Demiurgul cel rău.